# Mwenge Football Club
Il Mwenge Football Club, meglio noto come Mwenge FC, è stata una società calcistica keniota, con sede a Mombasa.

## Storia
La squadra, con il nome di Mombasa Liverpool, venne fondata da immigrati di origine indiana e pakistana a Mombasa.
Alla fine degli anni '50 e l'inizio degli anni '60 del XX secolo la squadra si impose nel panorama calcistico keniota vincendo tre edizioni della coppa nazionale (1956, 1958 e 1962), oltre disputare la finale del 1966 persa contro il Luo Union.
Rimase competitiva sino a tutti gli anni '70, divenendo Mwenge Football Club. Nel club si formò ed esordì uno dei più grandi portieri kenioti, Mahmoud Abbas. La squadra ha successivamente terminato ogni attività.

## Palmarès
- Coppa di Kenya: 3

1956, 1958 e 1962